# 12º Batallón de Tanques (Ucrania)
El 12.º Batallón de Tanques: (Idioma ucraniano: 12-й окремий танковий батальйон) es una unidad militar blindada de las Fuerzas Terrestres de Ucrania. El nombre completo de la unidad es 12º Batallón Independiente de Tanques. El Batallón está ubicado en Honcharivske.

Inisgnia del 12º Batallón de Tanques de Ucrania

## Historia

### Formación
La formación de la unidad comenzó a fines de 2017; más tarde, durante la reforma de las unidades, se aumentó el tamaño planificado de la unidad. El 12 de junio de 2019, el Comando Operativo Norte anunció que se estaba formando un nuevo batallón de tanques en Honcharivske. Estacionado en la misma ciudad que la 1.ª Brigada de Tanques, es un Batallón Independiente. Se llevó a cabo una campaña de reclutamiento en Kiev-Sviatoshyn Raion el 25 de junio y en Uman el 3 de julio de 2019. El batallón recibió tanques T-64BM "Bulat" de la 1.ª Brigada de Tanques y de los depósitos de armas de reserva. La misión de los batallones es proteger la parte norte del Óblast de Chernihiv con el apoyo de la 61.ª Brigada de Infantería de Cazadores

## Comandantes anteriores
- Mayor Kaptan Oleksandr 2019 - 9 de mayo de 2021
- Mayor Hasparian Serhiy 9 de mayo de 2021 -